# Шаповаловка (Конотопский район)
Шаповаловка (укр. Шаповалівка) — село,
Шаповаловский сельский совет,
Конотопский район,
Сумская область,
Украина.
Код КОАТУУ — 5922088701. Население по переписи 2001 года составляло 815 человек.
Является административным центром Шаповаловского сельского совета, в который, кроме того, входит село
Привокзальное.

## Географическое положение

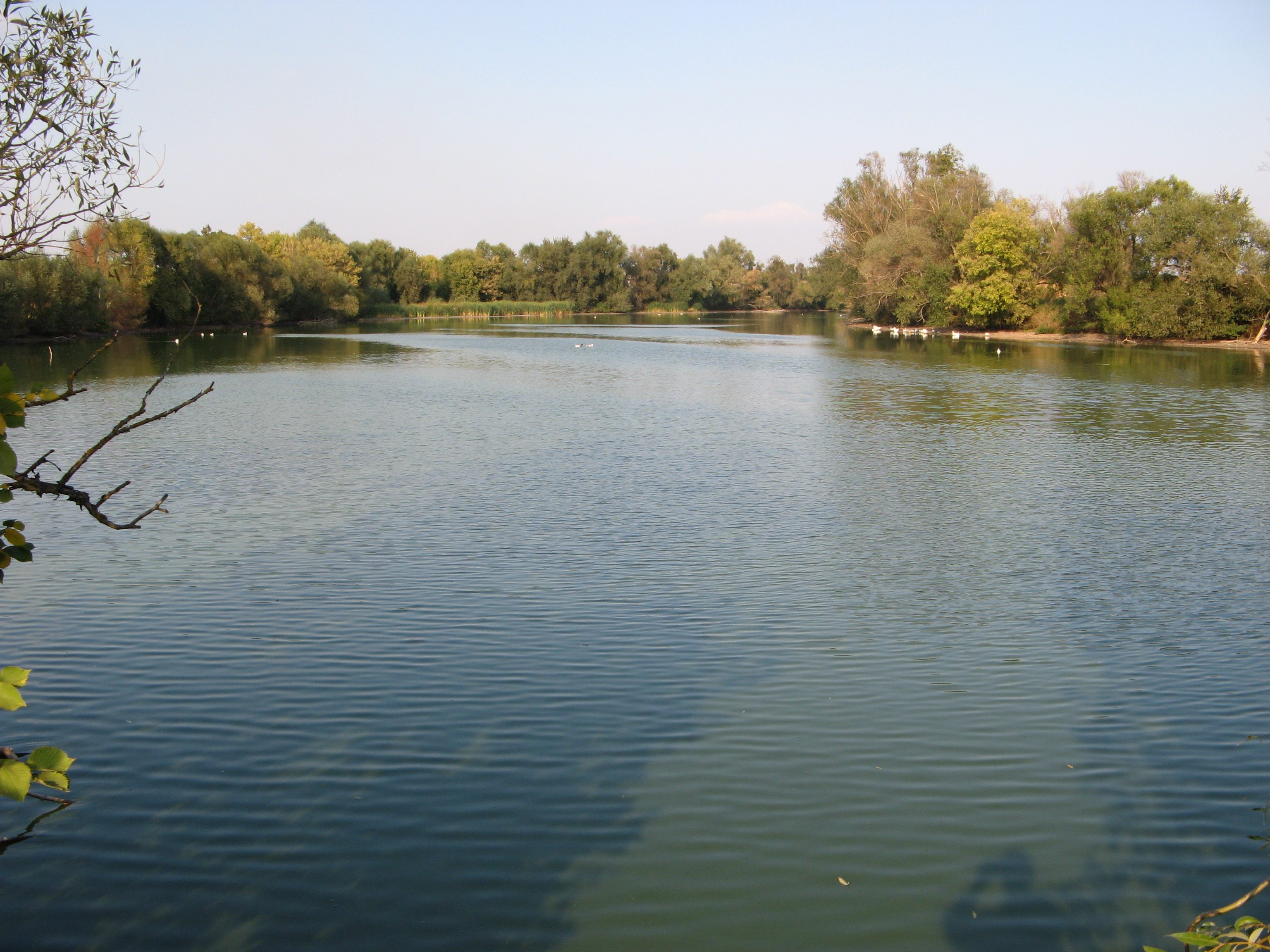
Пруд на притоке Куколки

Село Шаповаловка находится на правом берегу реки Куколка,
выше по течению на расстоянии в 10 км расположено село Шевченково,
ниже по течению на расстоянии в 4 км расположен город Конотоп,
на противоположном берегу — село Сосновка.
По селу протекает ручей с запрудами.

## История
- На околице села обнаружена стоянка времени палеолита (свыше 15 тыс. лет) и поселения времени неолита (IV тыс. до н. э.).
- Село Шаповаловка известно со второй половины XVII века.
- 1659 — около села Шаповаловка произошла Конотопская битва гетмана Иван Выговского с царскими войсками под командованием князя Алексей Трубецкого.

## Экономика
- «Био-Лат», ООО.

## Объекты социальной сферы

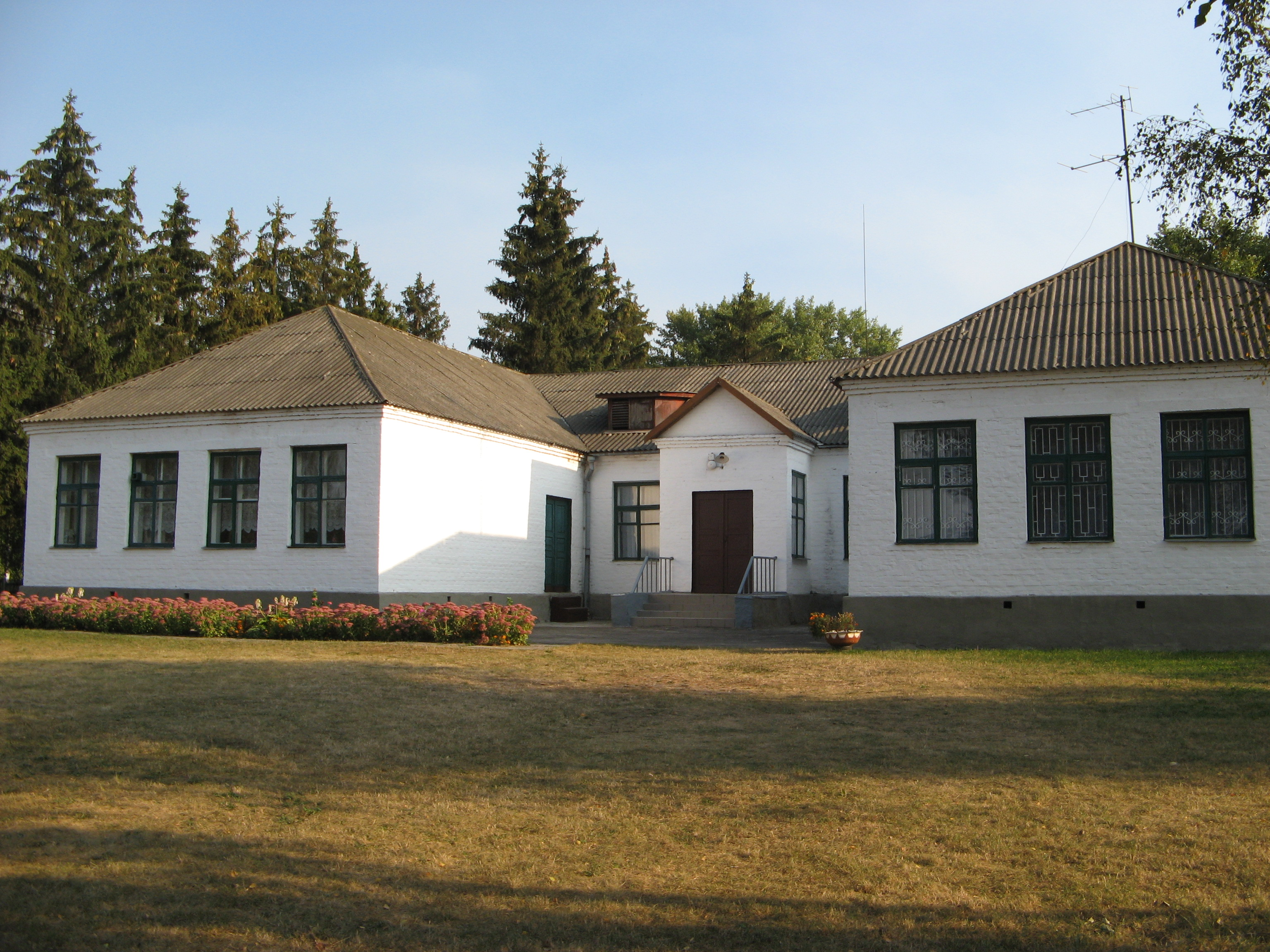
Школа

- Детский сад.
- Школа І—II ст.
- Фельдшерско-акушерский пункт.

## Религия
- Храм в честь Покрова Пресвятой Богородицы.